# 「SLO-PACHINKO GLADIATOR EVOLUTION」 Original Soundtrack
『「SLO-PACHINKO GLADIATOR EVOLUTION」 Original Soundtrack』（ソロ パチンコ グラディエイター エボリューション オリジナル サウンドトラック）は、Gacktのサウンドトラック。

## 概要
- CRスロぱちんこグラディエーターエボリューション（京楽産業.）のサウンドトラック作品。
- パチンコ店の景品としてのみ流通したものであり、CDショップなどでの取扱はない。メインテーマ「Jesus」他、SPECIAL EDITIONを含む全11曲が収録されている。

## 収録曲
1. Jesus
28thシングル。スロぱちんこGLADIATORのメインテーマ。シングルバージョンではアルバム初収録。
2. OASIS (Gladiator special edition)
4thシングル及び15thシングル「Lu:na/OASIS」の2曲目。再録バージョンで収録されている。
3. Mizérable (Gladiator special edition)
1stシングル。再録バージョンで収録されている。本作に収録されているシングル曲の中で最も古い楽曲。
4. white eyes
4thアルバム『Crescent』収録。
5. Asrun Dream (Gladiator special edition)
1stアルバム『MARS』収録。再録バージョンで収録されている。
6. 君のためにできること
8thシングル。本作に収録されているのは、ベストアルバム『THE SIXTH DAY ～SINGLE COLLECTION～』バージョン。
7. 届カナイ愛ト知ッテイタノニ抑エキレズニ愛シ続ケタ…
23rdシングル。
8. REDEMPTION
24thシングル。アルバム初収録。
9. 君が待っているから (Gladiator special edition)
4thアルバム『Crescent』収録。再録バージョンで収録されている。
10. Dears (Gladiator special edition)
1stアルバム『MARS』収録。再録バージョンで収録されている。
11. Kagero (Gladiator special edition)
サポートメンバーであるChachamaruのソロアルバム「AIR」収録。再録バージョンで収録されている。